# Tendō, Yamagata
Tendō (天童市 Tendō-shi) là một thành phố thuộc tỉnh Yamagata, Nhật Bản.